# Breitenbach (Oswaldgrabenbach)
Der Breitenbach ist ein rund 2 Kilometer langer, rechter Nebenfluss des Oswaldgrabenbachs in der Steiermark.

## Verlauf
Der Breitenbach entsteht im westlichen Teil der Gemeinde Kainach bei Voitsberg, im westlichen Teil der Katastralgemeinde Kainach, südöstlich der Streusiedlung Breitenbach, nordöstlich des Hofes Wascher und nordwestlich des Hofes Kassler. Er fließt mehr oder weniger gerade insgesamt nach Nordosten. Im Norden der Katastralgemeinde Kainach mündet er südöstlich des Hofes Stübler und etwa 30 Meter südlich der Landesstraße L 341, der Kainacherstraße, in den Oswaldgrabenbach, der danach geradeaus weiterfließt.
Auf seinem Lauf nimmt der Breitenbach von links acht sowie von rechts sechs kleinere und unbenannte Wasserläufe auf.